# Telescopus variegatus
Telescopus variegatus là một loài rắn trong họ Rắn nước. Loài này được Reinhardt mô tả khoa học lần đầu tiên vào năm 1843.